# اچ‌ام‌اس پانتر (جی۴۱)
اچ‌ام‌اس پانتر (جی۴۱) (به انگلیسی: HMS Panther (G41)) یک کشتی بود. این کشتی در سال ۱۹۴۲ ساخته شد.